# Belaja
För andra betydelser, se Belaja (olika betydelser).

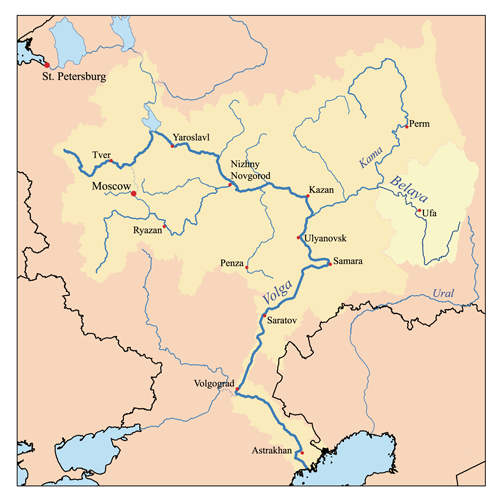
Belaja (till höger i bild).

Belaja (ryska: Бе́лая, Basjkiriska: Ағиҙел – Aghidhel, tatariska: Агыйдел – Ağidel) är en flod i republiken Basjkortostan och Tatarstan i Ryssland. Det turkspråkiga namnet på floden betyder  den vita Volga, och det ryska namnet betyder den vita floden. Den är 1 430 km lång. Flodens källor ligger i de sydvästliga Uralbergen. 
Städer längs floden är Beloretsk, Sterlitamak och Ufa (där floderna Kama och Ufa möts). Belaja mynnar ut i floden Kama vid staden Neftekamsk.
Belaja är en av de mest populära forsränningsfloderna i Ural.